# Устанак у Херцеговини 1941.
Устанак у Херцеговини 1941. или Јунски устанак су уопштени називи за устанак Срба у источној Херцеговини против власти Независне Државе Хрватске (НДХ), осовинске марионетске државе која је основана током Другог свјетског рата на територији окупиране и распарчане Краљевине Југославије. Док је НДХ наметала своју власт, припадници владајућег фашистичког усташког покрета започели су кампању прогона Срба широм земље. У источној Херцеговини, усташе су починиле низ покоља и напада на већинско српско становништво, почевши од прве седмице јуна 1941. године. Између 6. и 22. јуна 1941, одвијали су се спонтани сукоби између власти НДХ и српског становништва у региону.
Њемачка инвазија на Совјетски Савез почела је 22. јуна. У наредна два дана, спорадичне побуне Срба против НДХ у источној Херцеговини прерасле су у масовни устанак, који су изазвали усташки прогони, српска солидарност са руским народом, мржња према и страх од власти НДХ, као и других фактора. Српски устаници, под народним вођством, напали су полицију, Оружништво, Усташку војницу и Хрватско домобранство у источној Херцеговини. У првих неколико дана, устаници су заузели оружничке испоставе у неколико села, поставили барикаде на главним путевима и поставили засједу за неколико војних возила. У ноћи 26. јуна, устаници су покренули напад на Невесиње у покушају да га заузму, али гарнизон у граду се одржао до јутра 28. јуна, када су хрватске снаге пробиле устаничке барикаде.
Устаници су 28. јуна поставили засједу камиону који је превозио припаднике Италијанске краљевске војске, што је навело заповједнике италијанске војске у НДХ да упозоре хрватске власти да ће предузети једностране мјере за осигуравање комуникацијских путева. Устаници су уништили још један положај Оружништва, а увече су заузели село Автовац, затим га опљачкали и спалили, а убијено је десетина несрпских цивила. Сљедећег дана, једна италијанска колона је истјерала устанике из села и спасила усташки гарнизон у Гацком који се налазио у окружењу. Од 3. јула, хрватске снаге од преко 2.000 људи рашириле су се из Невесиња, чистећи вароши, села и путеве од устаника. Устаници се нису значајно супротставили операцији чишћења терена и повукли су се у оближњу Црну Гору или су сакрили своје оружје у планинама и отишли кућама. До 7. јула, хрватске снаге су успоставиле пуну контролу над свим варошима и главним путним правцима у источној Херцеговини.

## Позадина
Независна Држава Хрватска (НДХ) основана је 10. априла 1941, током осовинске инвазије на Југославију. НДХ је обухватала већи дио данашње Хрватске и Босне и Херцеговине, заједно са дијелом данашње Србије. То је у суштини био њемачко-италијански квазипротекторат, јер је своје постојање дуговао силама Осовине, које су одржавале окупационе снаге унутар марионетске државе током цјелокупног постојања. Непосредно након потписивања примирја и безусловне предаје југословенских снага 17. априла, бивши припадници Југословенске војске (ЈВ) вратили су се својим домовима у источној Херцеговини са личним оружјем. Та чињеница је представљала озбиљну безбједносну пријетњу новонасталој НДХ због близине границе са Црном Гором, блиских односа народна источне Херцеговине и Црне Горе и раширеног разбојништва у регији. Дан након предаје, заповједник оружаних снага НДХ војсковођа Славко Кватерник издао је проглас којим захтијева да се хрватским властима преда све оружје до 24. априла.
НДХ је 24. априла образовала пет војних дивизијских подручја, укључујући Босанско и Јадранско дивизијско подручје, од којих су оба првобитно имала сједиште у Сарајеву. Свако од пет дивизијских подручја обухватало је неколико окружних команди. Јадранско дивизијско подручје обухватало је округе Книн и Сињ у Далматинској загори и Мостар и Требиње у источној Херцеговини. НДХ је почела мобилизацију војника за Домобранство, са шест батаљона одређених за придруживање Јадранском дивизијском подручју. Батаљони су мобилисани са подручја изван источне Херцеговине и требали су бити спремни до 20. маја. Агресивна дејства усташке пете колоне током осовинске инвазије изазвала су забринутост код српских цивилних вођа у источној Херцеговини због НДХ и покушали су да добију италијанску заштиту и тражили су да Краљевина Италија припоји источну Херцеговину сусједној Црној Гори која је била под италијанском окупацијом. Колаборационистички Привремени управни одбор црногорских сепаратиста залагао се за успостављање „независне” Црне Горе, а сличан одбор образовали су Срби у источној Херцеговини. Делегација тог одбора стигла је на Цетиње 6. маја да тражи италијанску заштиту. Слично томе, делегација муслимана из источне Херцеговине отпутовала је у Сарајево, тражећи од власти НДХ да повежу источну Херцеговину с тим градом.
Због слабог одзива на позив за предају оружја, рок је неколико пута продужаван до 8. јула. Војни суд за суђење онима који су ухапшени због посједовања оружја основан је 17. маја, а осуђени су одмах стријељани. Преседан за ову бруталну репресивну мјеру према Србима већ су успоставили Нијемци. Од самог почетка било је јасно да се закони о оружју НДХ не спроводе тако строго према Хрватима као против Срба. Осигурање границе између источне Херцеговине и Црне Горе сматрано је високим приоритетом због забринутости да је Црногорска федералистичка странка оживјела црногорска потраживања на дијелове НДХ која су обећана Краљевини Црној Гори Лондонским споразумом из 1915. године.
Италијани су предали управу над источном Херцеговином хрватским властима 20. маја 1941, након потписивања Римских уговора, којима је некадашња југословенска територија дуж јадранске обале уступљена Италији. Италијани нису одмах повукле све своје трупе из регије. НДХ је брзо кренула ка успостављању своје власти у градовима и срезовима источне Херцеговине, што је укључивало именовање начелника општина и жупана, стварање мјесних јединица Усташке војнице и распоређивање стотина оружничких, домобранских и усташких јединица поријеклом изван источне Херцеговине. Сврха ових јединица била је одржавање реда. За усташког повјереника за источну Херцеговину именован је академик професор Алија Шуљак.
Недавно образовани домобрански батаљони почели су 20. маја да се размјештају у Јадранско дивизијско подручје. Шест официра и 300 оружника сарајевског 4. оружничког пука распоређено је 27. маја у дијелове источне Херцеговине. Основали су испоставе водова у Невесињу, Требињу, Гацку и Билећи, са штабом у Билећи. Дубровачки 2. оружнички пук успоставио је испоставе у Стоцу и Берковићима. Сједиште Јадранског дивизијског подручја премјештено је у Мостар крајем маја, а за команданта постављен је генерал Иван Прпић.
Батаљони Јадранског дивизијског подручја су до 29. маја били у својим гарнизонима: 6. батаљон у Мостару, 7. батаљон у Требињу и 10. батаљон у Дубровнику. Друга два батаљона Јадранског дивизијског подручја распоређена су у Книн и Сињ, далеко на западу. 18. батаљон је распоређен у резерву и налазио се у гарнизону у Мостару. Главни усташки штаб добио је задатак да регрутује један батаљон за дужности у Јадранском дивизијском подручју. Домобрански батаљони су имали стандардну структуру коју су чинили штабна чета, три пјешадијске чете, митраљески вод и одсјек везе, док су батаљони Усташке војнице. И након успостављања хрватских власти у источној Херцеговини, италијанске снаге су задржале своје присуство у регији. 55. пук 33. пјешадијске дивизије Марке Италијанске војске остао је у гарнизону у Требињу, са 56. пуком са сједиштем у Мостару. У Билећи је била стационирана и 49. јуришна легија Сан Марко Црнокошуљаша. Италијани су задржали трупе у Невесињу до 17. јуна и готово свакодневно вршили моторизоване патроле широм источне Херцеговине.
Хрватске власти су успоставиле нове административне подјеле, организујући земљу у велике жупе, а затим срезове (котаре). Источну Херцеговину су обухватале велике жупе Хум и Дубрава. Од источнохерцеговачких срезова велика жупа Хум обухватала је срезове Мостар и Невесиње, а велика жупа Дубрава је обухватала срезове Билећа, Гацко, Столац, Равно и Требиње. Велики жупан Хума био је Јосип Трајер са сједиштем у Мостару, а велики жупан Дубраве био је Анте Бућ са сједиштем у Дубровнику.
Према попису становништва Југославије из 1931, становништво источне Херцеговине чинило је 68% православаца, 28% муслимана и 4% римокатолика. Према професору Јози Томашевићу, процијењена популације срезова Билећа, Гацко и Невесиње била је само око 1,1% Хрвата, тако да су на све дужности које је вршила хрватска влада и мјесне усташке јединице именовани муслимани, који су чинили око 23,7% мјесног становништва. Муслимански сељаци источне Херцеговине углавном су пришли усташама. Хрватска влада је одмах покушала да ојача свој положај оцрњивањем Срба, који су према Томашевићу чинили око 75% становништва.

## Увод
Усташе су почеле да намећу нове законе Србима у НДХ. Група од десет младих усташких студената са Свеучилишта у Загребу стигла је у Требиње 28. маја и започела уклањање натписа написаних ћирилицом. У неколико градова и села у источној Херцеговини 1. јуна стрељани су Срби, а предузећа која су припадала српским трговцима и осталим су заплијењена. Тог дана усташки студенти у Требињу стријељали су девет Срба и ухапсили још петнаест, због њихове наводне везе са међуратним четничким удружењем. Почеле су се појављивати разлике између бруталног поступања усташа према Србима и пажљивијег приступа других власти НДХ као што су Домобрани, који су били свјесни потенцијалне опасности коју стварају усташке методе. Почетком јуна, власти НДХ започеле су операције заплијене од становништва, што је наишло на непосредни отпор. Мјештани села Доњи Дрежањ, код Невесиња одбили су 1. јуна сарадњу са сакупљачима оружја. Као одговор, усташе су убиле већи број Срба и спалили њихове домове.
Услиједило је неколико инцидената 3. јуна приликом којих су се наоружани сељаци спонтано светили усташким властима. Тог поподнева 20 усташа дошло је у Доњи Дрежањ да би одузело ватрено оружје када их је напала група наоружаних сељана. Сељани су се повукли након краћег ватреног окршаја, при чему је одређени број њихових припадника заробљен. Убрзо је стигло Домобранство и Оружништво као појачање, који су заједно са још усташа спалили још 20 кућа и убили једну жену. У ноћи са 4. на 5. јун, група под командом усташког повјереника за срез Гацко Хермана Тоногала, убила је 140 Срба у селу Корита код Билеће и њихова тијела бацила у јаме. Између овог покоља и 9. јуна убијено је још 27 Срба из села, а преко 5.000 грла стоке је украдено и подијељено у муслиманским селима на подручју Гацка за искључиву употребу усташа. Процијењени број Срба убијених у Коритима варира од 133 до 180.
Одмах након тога, Срби из околине напалили су села, а Јадранско заповједништво послало је из Билеће 2. чету 7. батаљона да појача усташе. Након кратког сукоба код Корита, током којег су усташе и оружници имали губитке у виду једног погинулог и неколико рањених, устаници су се повукли преко оближње границе у Црну Гору. Припадници 2. чете 7. батаљона преноћили су у селу Степен прије него што су се сљедећег дана утврдили као гарнизон у Автовцу. Због изложености оружаној паљби устаника који су посматрали њихове положаје, оружници нису могли заузети своје мјесто у Степену, што је значило да пут Степен—Корита више није безбједан. Усташе из Гатачког среза јавиле су 8. јуна Јадранском заповједништву да су узели 200 Срба као таоце и издали проглас становништву да престане да се бори и преда оружје. Како овај проглас није наишао на одговор, усташки повјереник за Босну и Херцеговину Јуре Францетић је 10. јуна убио 19 талаца (један је побјегао). Оружништво у Равном је 12. јуна по наређењу усташког повјереника за Љубиње стријељало четири особе. Таква дејства довеле су до тога да су српски сељаци напустили своја села, тражећи сигурност у удаљеним областима, а муслимански сељани постали су све нервознији због својих српских сусједа.
Средином јуна, командант 2. чете 7. батаљона у Билећи писао је Јадранском заповједништву жалећи се на дјелатности усташа, називајући их „наоружаним олошем и животињама” који обешчашћују „поштене Хрвате”. Када су Италијани чули да су усташе спалиле два села преко границе у Црној Гори, послали су обавјештајца у Гацко да истражи немире. Он није прихватио објашњење команданта Оружништва у Гацку, који је тврдио да је насиље изазвано „лично мржњом и осветом” и састао се са устаницима. Устаници нису напали њега или његову пратњу и рекли су му да је разлог устанка тај што нас „Хрвати и Турци туку и бацају у јаме”. Закључио је да је узрок немира покушај разоружања српске заједнице.
Тоногал и потпуковник Агановић, командант Оружништва за источну Херцеговину, покушали су да смире ситуацију посјетом селима источно од пута Гацко—Автовац 17. и 18. јула, како би поново успоставили мир на том подручју. Из четири села добили су писано поруку да не признају власти НДХ и жељели су да се та порука пренесе Италијанима. Мјештани Јасеника и Липника били су вољни да разговарају и врате се на посао, али су тражили да Оружништво не посјећује њихова села, јер би то навело Црногорце на напад. Агановић је оцијенио да је, иако је то вјероватно тачно, њихов захтјев био неискрен. Командант Оружништва у Билећи сматрао је да је разлог устанка тај што су мјесни Срби били привржени идеји Велике Србије и нису прихватили да су њихова села дио НДХ. Овај приступ је у суштини значио да су мјесни Срби жељели да их власти НДХ оставе на миру и не мијешају им се у живот.
Одговор власти НДХ на отпор био је спаљивање села у којима се отпор десио, а било је и масовних стријељања Срба, због чега је ниво насиља још више ескалирао. Крајем маја и јуна у Невесињу је сакупљено, мучено и убијено 173 Срба, а почетком јуна у Љубињу убијено је још 140 Срба. Као одговор, Срби су напали усташке службенике и објекте и сами извршили упаде, убијајући муслиманске сељаке.

## Устанак
Власти НДХ имале су слабе снаге у источној Херцеговини у вријеме масовног устанка, отприлике једнаке снази два домобранска батаљона, као и оружничке испоставе у неким градовима. То је једва било довољно за чување важних мјеста и било је недовољно за офанзивно дејство. Распоређене снаге састојале су се од једне чете 10. батаљона у Требињу, Штаба и појачане чете 7. батаљона у Билећи (баланс батаљона подијељен је између Гацка и Автовца) и чете 6. батаљона у Невесињу. Остатак 10. батаљона распоређен је у Требиње у тренутку избијања устанка.

### 23—24. јун
Први показатељ да се стање знатно промијенило био је 23. јуна, када се група од 200 усташа сукобила с групом устаника за коју је процијењено да броји 600—1.000 припадника. Послије продуженог ватреног окршаја у близини села Степен током које су имали неколико жртава, усташе су спалиле четири села. Затим су ушли у два села с муслиманском већином на том подручју и ухапсили 13 Срба који нису били умијешани у раније борбе. Ухапшени Срби превезени су на сјевер у Автовац, гдје су стријељани. Исте ноћи ухапшени су сви одрасли Срби старији од 16 година у Гацку, а 26 одмах је стријељано. Остатак је превезен 50 км западно у логор у Невесињу. У периоду од 23. до 25. јуна 150 Срба из села Равни је ухапшено и убијено у оружничким испоставама, а остатак становништва је побјегао у брда.
Спонтана масовна окупљања догодила су се у неколико села среза Гацко и Невесиње 23. и 24. јуна. На ова окупљање их је подстакла вијест о инвазији Њемачке на Совјетски Савез, а они који су присуствовали окупљањима гласали су за борбу против усташа. Професор Марко Атила Хор тврди да је устанак у пуном обиму произашао из усташке одмазде због покушаја Срба из источне Херцеговине да се одбране, у комбинацији са покретањем њемачке инвазије 22. јуна. У зору 24. јуна, подручје Невесиња ступило је у потпуни устанак, са око 400 наоружаних устаника који су напали домобрански гарнизон. До 24. јуна, устанак је достигао масовне размјере у источној Херцеговини, са укупно 1500—3000 наоружаних устаника, укључујући и неке из Црне Горе.

### 25. јун
Ујутру 25. јуна, чета 6. батаљона у Невесињу извијестила је да се устаници скупљају како би напали град; невесињски усташки повјереник тврдио је да су устаници имали 5.000 припадника, а предводио их је бивши пуковник Југословенске војске. Око 10 часова, град је нападнут из правца југа и југоистока. Као одговор, домобрани су послали још двије чете 6. батаљона из Мостара у Невесиње. Тог јутра су стигли извјештаји из Билеће и Стоца да се устаници приближавају селу Берковићи са сјевера и да су заузели оружничку испоставу у Горњем Лукавцу. Око 11.30 часова, усташки повјереник за Столац извијестио је да се 3000 Црногораца окупило између Невесиња и Стоца и тражио је хитно 150 пушака за своје људе. Напад устаника на оружничку испоставу у селу Дивин код Билеће одбијен је око подне. Појачање у виду домобранског вода и оружје за усташе стигло је у Столац, а Билећу су држали током цијелог дана.
Извјештаји о устанку стигли су до Кватерника током 25. јуна, али их је он занемарио као и извјештај о бројности од 5.000 устаника, отказавши прекоманду 21. батаљона из Славонског Брода по налогу Јадранског заповједништва, као и захтјев Италијанима за ваздушном извиђачком подршком. Изјавио је да се сузбијањем устанка могу носити мјесне снаге. Губитак комуникације са Невесињем резултирао је гласинама да је град пао у руке устаника. Оружничка испостава у Фојници, код Гацког заузета је послијеподне 25. јуна, док су преживјели побјегли у Гацко. Новине су извјештавале да су Гацко и Автовац заузели устаници. Пошто је раније тог дана већ послала појачање у виду чете према Невесињу из Сарајева, Јадранско заповједништво наредило је да остатак батаљона прати чету. Почетна група чета стигла је до Калиновика, а остатак батаљона требало је да ту преноћи 25. на 26. јун прије него што 26. јуна стигне у Невесиње. Кватерник је током ноћи добио ажурирани извјештај о стању у источној Херцеговини, а Прпић је путовао из Сарајева у Мостар како би преузео контролу над операцијама, гдје је открио да су информације о стању у источној Херцеговини нејасне, али сугерише да би се снаге НДХ могле суочити с озбиљним потешкоћама.

### 26. јун
Ујутру 26. јуна, чета 6. батаљона упућена из Мостара наставила је према Невесињу, али се готово истовремено нашла под ватром устаника. Уз помоћ усташа, домобрани су успјели да се одрже, али нису успјели да се пробију до Невесиња. Истог поподнева, двије летјелице Зракопловства НДХ из Сарајева извршила су оружано извиђање над источном Херцеговином и откриле да хрватске снаге и даље држе Невесиње. Они су уочили барикаде на путу Мостар—Невесиње и гађали групу од 50 устаника сјеверно од Невесиња, код Кифиног Села. Прпић је снаге на путу Мостар—Невесиње појачао 17. батаљоном, који је недавно стигао из Сарајева, а за команданта одредио свог замјеника пуковника Антуна Прохаску. У 20 часова истим снагама је приступио 17. батаљон. Око 17 часова, чета 11. батаљона је стигла из Калиновика у Невесиње, а из Сарајева је упућена још једна чета батаљона заједно са командантом.
У јужном дијелу оперативног подручја око Стоца, ситуација је била знатно мирнија него оно Невесиња, иако је група од 200 усташа код Берковића лажна тврдила да их током ноћи опколили устаници. Упркос овој тврдњи, они нису имали жртве. Без обзира на то, Прпић им је послао муницију и вод 18. батаљона. У 19 часова 26. јуна Францетић је стигао у Прпићев штаб у Мостару, како би се упознао са ситуацијом. Одлучио је да се сљедећег дана лично упуту у Берковиће и тамо преузме команду над усташком јединицом.
Око Гацка и Автовца не сјеверу, дан је протекао мирно. Када је командир 2. чете 7. батаљона у Гацку пријавио да се устаници окупљају недалеко од града, Прпић је послао камионски вод са залихама муниције. Вод је упао у засједу, а 14 домобрана је заробљено. У Гацко је касније тог дана стигло појачање из Автовца. У ноћи 26. јуна, невесињски гарнизон био је изложен континуираном нападу устаника, али је издржао.
Хрватске власти у Требињу су чуле гласине да би Срби могли да дигну устанак на Видовдан 28. јуна и упозорила усташко-домобранске снаге у околини да се припреме за устанак. Као исход ових извјештаја, Анте Павелић је издао наредбе којима је запријетио да ће свако ко шири ове гласине бити изведен пред војни суд. Уочи Видовдана, Оружништво и Усташка војница узели су неколико талаца уколико би гласине биле истините. Касније је Оружништво ослободила свој таоце, али Усташка војница убила својих 19 таоца. За разлику од Усташке војнице, Домобранство у тој области је настојало да смири ситуацију.

### 27—28. јун
Ујутру 27. јуна, Прпић је наредио у троструки јуриш како би очистио путеве ка Невесињу. Прохаска је командовао снагама јачине око два батаљона које су се кретале на исток путем Мостар—Невесиње, Францетић је повео своју усташку јединицу сјеверно од Берковића кроз планине преко Оџака ка прилазу Невесињу са југа, а двије чете 11. батаљона су кренуле на југозапад од Плужина. Када је овај задатак буде извршен, хрватске снаге су требале да енергично прогоне устанике и да их униште.
Прохаскина група је са једном четом распоређена на путу, а елементи 17. батаљона и 70 усташа на лијевом боку. Њихов напад је почео 10 часова, и иако су се суочили са снажним отпором устаника, потпомогнути митраљеском паљбом и бомбардовањем авиона Зракопловство НДХ, стигли су до села на периферији Невесиња након борби које су трајале до зоре 28. јуна. Један домобрански батаљон се зауставио и заузео одбрамбени положај, а команданту је Прпић запријетио смјеном прије него што је наставио напада. Францетићева усташка јединица се суочила са тешким борбама и морала је у два наврата да тражи допуну муниције. Једно од возила за снабдијевање упало је у засједу устаника између Стоца и Берковића, а дио муниције је на крају допремљен путничким аутомобилом током ноћи. На другим мјестима устаници су напали Гацко и Автовац, а један авио Зракопловства НДХ је оборен устаничким митраљеском ватром код Автовца. Прпић је те ноћи телефонирао Кватернику и савјетовао га да је увођење ванредног стања неопходно, како би се успоставила контрола у Херцеговини. Павелић је одмах на чело великих жупа Дубрава и Хум, које су обухватале већи дио источне Херцеговине, поставио подмаршала Владимира Лаксу.
Лакса је 28. јуна постао општи командант свих хрватских власти у великим жупама Дубрава и Хум, што је укључивало Усташку војницу, Домобранство, цивилну управу, Оружништов и полицију. Основани су војни судови који су се бавили онима који су противили хрватским властима. На прилазима градовима и селима постављене су наоружане страже, а сви наоружани цивили су разоружани и доведени војним властима. Лакса је наредио да се устаницима даје рок до 2. јула да се покоре властима. Тог дана, након што се Прохаскина група из Мостра пробила до Невесиња, Прохаска је послао чету 6. батаљона у Кифино Село у сусрет са двије чете 11. батаљона које су напредовале из Плужина. Упркос ваздушној подршци Зракопловства НДХ, чету 6. батаљона напали су устаници на улазу у Кифино Село и већина је разбијена, а остатак побјегао. Прохаска је морао да пошаље резерве да блокирају пут Невесиње — Кифино Село, а чете из 11. батаљона почеле су да извиђају устаничке положаје према Оџаку.
Истог јутра, 200 домобрана и око 50 наоружаних мјештана Автовца напали су устаници из три правца. Опорављали су се од првобитног изненађења и током дана задржали варош, али их је увече поновни јуриш натјерао да се повуку из Автовца у села Међуљићи и Кључ. По заузимању Автовца, устаници су опљачкали село, спалили велики број муслиманских кућа и убили 32 муслиманска цивила. Устаници су напали и Гацко, при чему је погинуло осам војника, а рањен један официр и дванаест војника. Истог дана, два камиона италијанске војске на путу од Билеће до Автовца упала су у устаничку засједу, када су погинула 3 војника, а 17 рањено. Око 18 часова италијанска команда је обавијестила Кватерника да ће неодређеног датума чистити пут од Билеће преко Гацка до Невесиња. Током борби око Гацка, неколико авиона Зракопловства НДХ је принудно слетео због страдања пилота и проблема са мотором. Операције ваздушне подршке Зракопловства НДХ су обустављене због недостатка горива и резервних дијелова за летјелицу.
Око Стоца није дошло до побољшања ситуације, а усташка јединица сачињена од наоружаних цивила показала се тако ниске борбене вриједности, да је Лакса критиковао Францетића. Јужно од Билеће, устаници су уништили оружничку испоставу у једном селу, убивши седам оружника. Из Требиња је послато на десетине оружника да им помогну, али су их устаници зауставили и повукли су се у сеоску школу. У поподневним часовима један вод 10. домобранског батаљона упућен је сјеверно од Требиња као подршка оружницима, али су нападнути код села Моско и повукли су се на одбрамбене положаје. Током ноћи су појачани другим водом и добили су наређење да сљедеће јутро испред Италијана рашчисте пут Требиње—Билећа

### 29—30. јун
У зору 29. јуна устаници су напали усташе у једном селу на путу Мостар—Невесиње. Прохаска је тражио помоћ из Мостара, а планирао је да у помоћ пошаље снаге из Невесиња. Из Мостара је упућена чета 21. батаљона да растерети усташе, који су успјели обуздати устанике. Домобранска чета је тада преузела дужност од усташа. Истог дана у Мостар су стигла два нова батаљона, 23. батаљон из Осијека и 15. батаљон из Травника. Ово појачање је стигло баш када је Прпићу потврђено да су устаници заузели Автовац. Преостали мали гарнизон у Гацку, који је бројао свега 20 оружника и 30 усташа, држао се, али је очекивао нове нападе устаника. Ујутро је напад елемената 10. батаљона стагнирао све док командант батаљона потпуковник Јулије Реш није лично преузео команду над операцијом, отварајући пут Италијанима. Обећана италијанска интервенција почела је око подне, а око 17 часова у Гацко је стигло око 100 камиона италијанских војника. Док су прошли кроз Автовац, устаници су напустили варош и повукли се у села на истоку. Око 18 часова, 10. батаљон је ослободио опкољене оружнике у сеоској школи. Летјелица Зракопловства НДХ са мостарског аеродрома вршила је извиђачке летове изнад тог подручја и бацала летка изнад Стоца, Степена, Автовца, Гацка и Плужина.
Након смјењивања невесињског гарнизона, Лакса је свој главни напор умјерио према Гатачком срезу и Автовцу. Осјетљив на чињеницу да Италијани нису поштовали територијалне границе НДХ када су упутили колону у Гацко, сматрао је веома важним да се хрватски војни и политички престиж врати, иначе би Италијани могли да одлуче да остану на том подручју, умјесто да се повуку у свој гарнизон близу јадранске обале. Планирао је да прати ову консолидацију тако што ће очистити гранична подручја са Црном Гором, а затим очистити залеђе од преосталих устаника. За овај посљедњи задатак намјеравао је да распореди тек образовану специјалну јединице коју ће предводити потпуковник Јосип Мецгер. Задатак поновног утврђивања власти НДХ у Гатачком срезу и Автовцу додијељен је Прохаскиној групи, коју су чинили 6. батаљон, једна чета 18. батаљона, двије чете 17. батаљона и недавно пристигли 15. и 21. батаљон, који су упућени у Невесиње из Мостара. Прохаска је требао дјеловати у садејству са 11. батаљоном, који је већ био недалеко од Плужина, сјеверно од пута Невесиње—Гацко. У припреми, 15. батаљон је камионима пребачен у Невесиње, а чета 17. батаљона је извела координисани напад са 11. батаљоном на устаничке положаје код Кифиног Села. У овом нападу су устаници били надмоћни, а командант батаљона је погинуо.
Током остатка дана, Италијани су 28. јуна из устаничких засједа покупили тијела својих мртвих и спасили неке домобранске трупе које су побјегле из Автовца, али су се вратили у Плану, сјеверно од Билеће. Вриједност даљих операција на подручју Гацка и Автовца доведена је у питање када су Италијани пријавили да су оба града спаљена до темеља, а да је над становницима извршен покољ. Италијани су за разарања и убиства у ове двије вароши кривили Црногорце везане за устанике. Италијанске процјена снаге устаника била је око 3000 наоружаних митраљезима, артиљеријом и противваздушним топовима. Њемачки обавјештајац из Сарајева стигао је у Прпићев штаб у Мостару, како би се упознао са ситуацијом. Мали гарнизон у Гацку очекивао је напад устаника током ноћи, али је поподне стигло 180 домобрана, који су се повукли из Автовца како би учврстили положај и ноћ је прошла без инцидената.

### 1—7. јул
У Гацко је 1. јула стигла италијанска оклопна јединица да појача гарнизон. Операција чишћења терена Столачког среза од устаника коју су водиле усташе почела је 3. јула, а довела је до отварања пута од Берковића сјеверно до Оџака. Усташе се нису приближавале Невесињу, јер нису биле униформисане и страховале су да их домобрани неће помијешати са устаницима. Током ове акције погинула су тројица усташа, укључујући њиховог команданта, док су усташе убиле десет устаника и двојицу заробили. Међу стварима једног од заробљеника, усташе су пронашле извјештај „Народног покрета за ослобођење Невесиња”, како су устаници очигледно себе називали. Извјештај је јасно показао да су устаници користили војну тактику и организацију и наговјештавао је сарадњу са Италијанима. Према информацијама које је прикупила полиција, међу мјесним устаничким врхом били су бивши мостарски трговац Чедо Милић, браћа Бјелогрлић из Автовца, православни свештеник отац Новак Мастиловић из Надинића и капетан Радовић из Автовца. Међу Црногорцима који су учествовали у руковођењу устанком били су пуковник Бајо Станишић, мајор Миња Вишњић и Радојица Никчевић из Никшића.
Након италијанске интервенције, Прпић је од 3. јула могао да приступи чишћењу ширег подручја Невесиња, осигуравајући контролу НДХ над насељеним мјестима и путевима. Прпић је 5. јула смијенио Прохаску с дужности замјеника и поставио пуковника Фрању Шимића и додијелио команду над 6, 11, 15. и 17. батаљоном, четом 18. батаљона и артиљеријском четом. Снаге су у свом саставу имале 62 официра и 2062 војника, тешко наоружање, укључујући четири Шкодине брдске хаубице vz 14, шест тешких митраљеза и двадесет седам лаких митраљеза. Шимић је заузео раскрсницу између Кифиног Села и Плужина, обезбјеђујући је једном четом 11. батаљона, 15. батаљон је упутио у Гацко, а 17. батаљон у Берковиће. Половина чете 21. батаљона обезбјеђивала је пут Мостар—Невесиње. Када је задатак извршен, главни путеви у источној Херцеговини су били под хрватском контролом. Ова дејства су протекла без значајнијих борби, јер су се неки устаници повукли преко границе са Црном Гором, а други су оружје сакрили у планинама и вратили се својим кућама. До 7. јула, хрватске снаге су повратиле пуну контролу над градовима и саобраћајним правцима у источној Херцеговини.

## Посљедице
Томашевић наводи да је устанак био „спонтани, неорганизовани испад” који је био осуђен на неуспјех и да није укључивао ни четнике Драгољуба Михаиловића ни Комунистичку партију Југославије (КПЈ). Он тврди да је устанак био исход више фактора, укључујући усташке прогоне, страх и мржњу према хрватским властима, мјесну традицију устанака против Османског царства, лоше економске прилике у источној Херцеговини и вијести о њемачкој инвазији на Совјетски Савез. Хор се слаже са Томашевићем да је устанак био у традицији херцеговачких побуна против Османског царства током 19. вијека, као што је устанак од 1875. до 1877. године. Едмунд Глез фон Хорстенау, њемачки генерални опуномоћеник у НДХ, сматрао је да су Италијани можда намјерно избјегавали мијешање у устанак. Генерал Ренцо Далмацо, командант италијанског 6. армијског корпуса, окривио је усташе и муслимане за подстицање устанка.
У источној Херцеговини, КПЈ је имала мало утицаја све до средине августа 1941, много након што је првобитни устанак угушен. Организација КПЈ у Херцеговини се није обавезала у вријеме предвођења масовног устанка, јер је чекала наређење покрајинске организације у Сарајеву, која је од Централног комитета КПЈ очекивала упутство за подизање општег устанка широм Југославије. Када су сазнали за њемачки напад на Совјетски Савез, КПЈ у Херцеговини је гласала за придруживање масовном устанку, али то се догодило тек 24. јуна, када је устанак већ био у пуном јеку. Према Милацу, устаници су и даље представљали пријетњу у цијелој источној Херцеговини све до јула, иако устанак у Херцеговини није напредовао све до устанка широм Босне крајем јула, када је КПЈ била спремна за активност учешће у борбама.